# Jovane Cabral
Jovane Cabral (Assomada, 14 de junio de 1998) es un futbolista caboverdiano que juega en la demarcación de delantero para el C. F. Estrela da Amadora de la Primeira Liga.

## Selección nacional
Hizo su debut con la selección de fútbol de Cabo Verde el 28 de marzo de 2017 en un encuentro amistoso contra Luxemburgo que finalizó con un resultado de 0-2 a favor de la selección caboverdiana tras los goles de Gegé y Júlio Tavares.

## Clubes
| Club                            | País     | Año       | Partidos | Goles |
| ------------------------------- | -------- | --------- | -------- | ----- |
| Sporting de Portugal "B"        | Portugal | 2016-2018 | 34       | 2     |
| Sporting de Portugal            | Portugal | 2018-2022 | 97       | 21    |
| S. S. Lazio (cedido)            | Italia   | 2022      | 4        | 1     |
| Sporting de Portugal            | Portugal | 2022-2023 | 10       | 0     |
| U. S. Salernitana 1919 (cedido) | Italia   | 2023-2024 | 13       | 2     |
| Olympiacos F. C. (cedido)       | Grecia   | 2024      | 4        | 0     |
| C. F. Estrela da Amadora        | Portugal | 2024-     | 26       | 2     |

## Palmarés

### Títulos nacionales
| Título                      | Club                 | País     | Año  |
| --------------------------- | -------------------- | -------- | ---- |
| Copa de la Liga de Portugal | Sporting de Portugal | Portugal | 2019 |
| Copa de Portugal            | Sporting de Portugal | Portugal | 2019 |
| Copa de la Liga de Portugal | Sporting de Portugal | Portugal | 2021 |
| Primeira Liga               | Sporting de Portugal | Portugal | 2021 |
| Supercopa de Portugal       | Sporting de Portugal | Portugal | 2021 |
| Copa de la Liga de Portugal | Sporting de Portugal | Portugal | 2022 |